# 岐阜センサ
岐阜センサはかつて岐阜県岐阜市にあったファッションビル。

## 概要
かつての東海地方大手スーパーのグランドタマコシが1965年にスーパーマーケット1号店を開業。1980年代のDCブランドブームを追い風に1983年3月には総合スーパーのグランドタマコシをファッションビル「岐阜センサ」に、1987年に岐阜店北館を「岐阜センサ2」に業態転換させ、「GIFU・YANAGASE・CROSS」をキャッチフレーズとして、ファッションビル業に進出した。

### 全盛期
全盛期には88店舗が入居し、岐阜の若者文化発信の地であった。また、当時の地方都市としては珍しいブランドを多く取り扱っていたこともあり、若者に人気だった。
(取り扱っていたブランド)
・ポール スミス
・マーガレット ハウエル
・ヴィヴィアン ウエストウッド
・ジャン ポール ゴルチエ
・バレンシアガ
・ジミー チュウ
・ジョン ガリアーノ
・マシュー ウィリィアムソン
・フセイン チャラヤン
・ラフ シモンズ
・マルタン マルジェラ
・ドリス ヴァン ノッテン
・ヴェロニク ブランキーノ
・アンジェロ フィガス
・ルッフォ
・ベルンハルト 
・ウィルヘルム
・リーヴ ヴァン ゴープ
・A.F. ヴァン デ ボースト
・オリヴィエ ティスケンス
・ウォルター ヴァン ベイレンドンク
・ブレス
・アンドリュー GN
・アレクサンドロ デラクア
・キャロル クリスチャン ポエル
・コスタス ムルクディス
・ニール バレット
・アレクサンドル マチュー
・カラガン
・ビッケンバーグ
・5351プル オム
・マサキマツシマ パリ
・マサキマツシマ オム
・ケイタ マルヤマ
・ヨウイチ ナガサワ
・アトウ
・パトリック コックス
・クローン
・ヴェルサーチ
・フィフィ シャシュニル
・ポール & ジョー
・ミルクボーイ
・バツ
・ジェーンマープル
・カモ　など

### グランドタマコシの倒産とセンサの閉店
センサは近隣のファッションビル、岐阜メルサなどよりも売り場面積が小さかったことに加え、(岐阜メルサもセンサの閉店から5年後に閉店している)運営母体のグランドタマコシが2004年2月に民事再生法を申請したことにより、2004年8月に閉店した。支援する平和堂への営業譲渡対象から外れ清算されたためである。

### 現在
現在はプレサンスロジェ岐阜長良橋通りになっている。